# Гаудия матх
Гаудия матх е организация, разпространяваща Гаудия вайшнавизма в цяла Индия чрез проповядване и издателска дейност.
Малко след 1918 г., когато Бхактисиддханта Сарасвати Тхакура приема нивото Саняса, той създава Гаудия матх.
Храмът на Бхактисиддханта Сарасвати Тхакура – Чайтаня Гаудия Матх – е главният храм на организацията от 64 храма и ашрама. Гаудия матх прави опит да проповядва в Европа през 1930 г. Единственият резултат е шепа последователи, сред които Е. Г. Шултц от Германия, станал по-късно Садананда Свами и Уолтър Ейдлиц от Австрия, станал Вамана дас.
След смъртта на Бхактисиддханта Сарасвати, храмовете и учениците му губят своето единство, на което са се радвали докато той е бил жив и е проповядвал. Неговите ученици формират свои матхове и стават ачарии.
Най-известната организация, създадена от ученик на Бхактисиддханта Сарасвати Тхакура е ИСКОН, основан от Бхактиведанта Свами Прабхупада. Той разпространява Гаудия вайшнавизма по света, както никога дотогава.
Други известни матхове са Мисията Шри Кришна Чайтаня, основана от Шрила Бхакти Вайбхава Пури Махараджа, Шри Чайтаня Сарасват Матх, основан от Шрила Бхакти Ракшак Шридхар Махараджа и Шри Гопинатх Гаудия Матх, основан от Шрила Бхакти Промоде Пури Махараджа.